# Zisterzienserinnenabtei Casbas

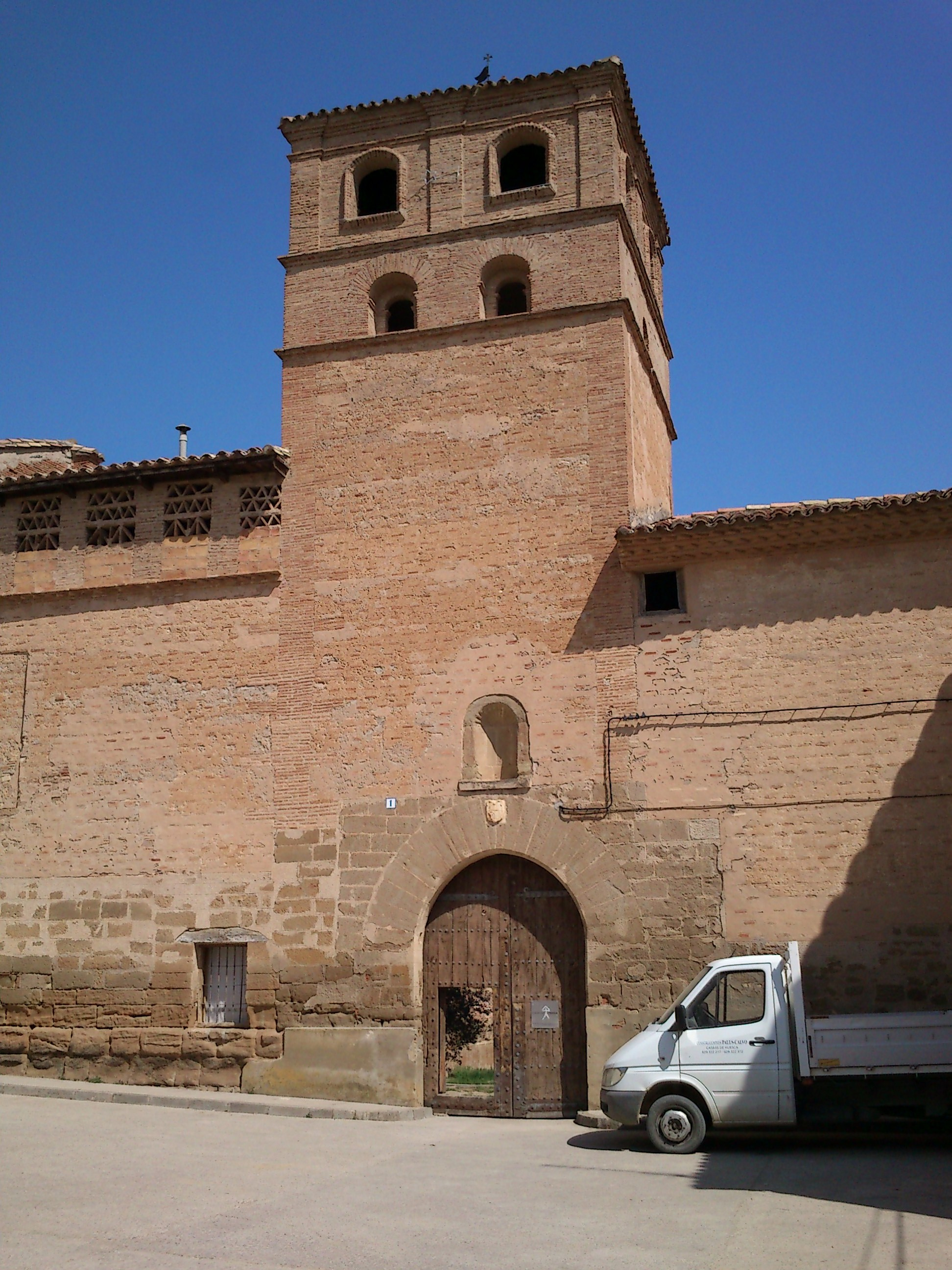
Zisterzienserinnenabtei Casbas

Die Zisterzienserinnenabtei Casbas war von 1173 bis 2004 ein Kloster der Zisterzienserinnen in Casbas de Huesca, Comarca Hoya de Huesca, Provinz Huesca in Aragonien.

## Geschichte
Eine Gräfin von Pallars stiftete 1173 das vom Bischof von Huesca gegründete Nonnenkloster Nuestra Señora de la Gloria (auch: Santa Maria de Casbas) in Casbas de Huesca, das von den Klöstern Vallverd und Benavides besiedelt und 1196 vom Papst offiziell in den Zisterzienserorden inkorporiert wurde (Einweihung der Kirche 1208). Zu den Äbtissinnen zählte die Dichterin Ana Francisca Abarca de Bolea (1602–1685). Im 19. Jahrhundert hatte das Kloster unter der Desamortisation zu leiden, konnte sich aber halten. 1988 wurde der überalterte Konvent durch Schwestern aus Mallorca verjüngt. Dennoch kam es 2004 zur Auflösung. Die seit 1979 unter Denkmalschutz stehenden Gebäude werden heute durch eine Kulturstiftung verwaltet, die der Europäischen Charta der Zisterzienserabteien und -stätten angehört.